# La Poussière dans l'œil de Dieu
La Poussière dans l'œil de Dieu (titre original : The Mote in God's Eye) est un roman de science-fiction des écrivains américains Larry Niven et Jerry Pournelle publié aux États-Unis en 1974 et en France en 1981. Il a été réédité en 2005, dans une nouvelle traduction, sous le titre La Paille dans l’œil de Dieu.

## Résumé
Un vaisseau spatial, propulsé par une voile solaire, survient brusquement dans l'espace colonisé par l'empire terrien. À son bord, se trouve un être d'aspect humanoïde qui constitue le premier contact avec une espèce extraterrestre.
L'étoile lointaine d'où provient ce vaisseau a été nommée par les hommes « L'Œil de Dieu » car elle s'est illuminée une cinquantaine d'années auparavant d'un vif éclat qui donna naissance à une religion.
Une mission d'exploration, envoyée dans l'urgence, découvre sur place une civilisation d'extraterrestres supérieurement intelligents et évolués qui demeure inexplicablement enfermée dans son système solaire depuis des temps très anciens. Ces extraterrestres semblent cacher aux ambassadeurs terriens un secret qui pourrait bien receler un grand péril pour l'humanité.

## Éditions
- The Mote in God's Eye, Simon & Schuster, Novembre 1974, 537 p.  (ISBN 0-671-21833-6)
- La Poussière dans l'œil de Dieu, Albin Michel, coll. « Super+Fiction » no 14, 1981, trad. Eric Cowen, couverture Gilbert Raffin, 504 p.  (ISBN 2-226-01315-6)
- La Paille dans l’œil de Dieu, Le Bélial', 14 novembre 2005, trad. Pierre-Paul Durastanti et Olivier Girard, couverture Alain Brion, 648 p.  (ISBN 978-2843440700)
- La Paille dans l’œil de Dieu, Pocket, coll. « Science-fiction », 9 septembre 2010, trad. Pierre-Paul Durastanti et Olivier Girard, couverture Pascal Casolari, 697 p.  (ISBN 978-2266181150)